# Pseudohermonassa scaramangae
Pseudohermonassa scaramangae là một loài bướm đêm trong họ Noctuidae.